# Yvette Ngwevilo Rekangalt
Yvette Ngwevilo Rekangalt là một nhà lãnh đạo nhân quyền của Gabon, người đã làm việc 25 năm với tư cách là luật sư trong ngành dầu khí. Bà đã là thành viên của Hội đồng Kinh tế, Xã hội và Văn hóa của Liên minh Châu Phi đại diện cho Trung Phi trong ba nhiệm kỳ, đồng thời là chủ tịch của Ủy ban Cơ sở hạ tầng và Năng lượng. Bà ra tranh cử trong cuộc bầu cử Gabon năm 2009 trước khi biến mất khỏi chính trường sau khi có kết quả. Bà vẫn rất tích cực trong các hoạt động kinh doanh và xã hội.

## Giáo dục
Bà học luật tại Université Paris 1 - Panthéon Sorbonne.

## Thơ ấu
Yvette Ngwevilo Rekangalt đến từ Enyonga, một ngôi làng trên sông Ogooué ở tỉnh Ogooué-Maritime. Bà đến từ một gia thế rất khiêm tốn và sống trong nghèo khổ điều này đã khiến bà trở thành một nữ doanh nhân bền bỉ.
Anh trai của ông, Martin Re Khangalt, giữ một vị trí cao trong SENAT Gabon sau khi người ngoại giao của ông là đại sứ tại Bỉ và người đứng đầu phái bộ Gabon cho Ủy ban châu Âu.

## Sự nghiệp đầu
Cô bắt đầu sự nghiệp trong lĩnh vực dầu khí với Elf (sau này trở thành Total) ở trụ sở chính tại Paris. Bà sau đó bị mất tiếng ở Port-Gentil trước khi định cư tại trụ sở quốc gia ở Libreville. Bà ở lại 22 năm tại Total Gabon, nơi cô phụ trách các hợp đồng dầu khí, quan hệ đối nội và đối ngoại, trước khi bắt đầu công ty tư vấn.

## Hiệp hội
- Member of the Interim Standing Committee (ECOSOCC) of the African Union.[9]
- President of the National Planned Parenthood Federation
- Président de Sauvegarde de l'Enfance SOS Mwana
- Nation and Regional Committee for Negotiations of the economical partnerships agreements member for seven years
- Steering committee member of the program Gabon 2025
- Served one term as the African Union's Economic, Social and Cultural Council member
- Served three mandates at Gabonese National Economic, Social and Cultural Council
- Member of the African Women's Development and Communication Network
- Founding member of the Gabonese National Association of Women Lawyers